# Emmanuel Hussenot
Emmanuel Hussenot (Saint-Cloud, 29 september 1951) is een Franse jazzmuzikant in de traditionele jazz. Hij speelt kornet, trompet, saxofoon en fluit en is zanger.
Hussenot, een autodidakt, speelde in de jaren 70 kornet in Jean-Pierre Morel's groep Sharkey & Co., waarmee hij voor het eerst opnam (Kansas City Kitty, 1972, o.a. met Alain Marquet, Jean-Jacques Bodu en Daniel Huck) en optrad in de DDR. Sinds de jaren 80 werkt hij met zijn eigen groep Orphéon Célesta, waarmee hij bijvoorbeeld optrad op het jazzfestival in Breda. De groep heeft af en toe een humoristische insteek, met programma's als Cuisine au jazz, Siphonée Symphonie, La Prehistoire du Jazz en La vocalise en carton. In 1990 kreeg hij met zijn band de Prix Sidney Bechet van de Franse Académie du Jazz en in 1994 de Grand Prix du Festival d’Humour de Saint Gervais. In de jazz deed hij in de jaren 1972-2013 mee aan 27 opnamesessies.